# Achille Mbembe
Achille Mbembe, né le 27 juillet 1957, au Cameroun, est un historien, un politologue  et un enseignant universitaire.
Ses principaux centres d'intérêt sont la politique, les sciences sociales, l’anthropologie, et l’histoire, dont l'histoire de l'Afrique. C’est un défenseur de la pensée critique qui s’interroge dans ses ouvrages sur l’évolution de l’humanité.

## Biographie

### Jeunesse
Achille Mbembe est né dans le département du Nyong-et Kelle, région du Centre du Cameroun en 1957. Il appartient à l’ethnie bassa. Il passe une bonne partie de son enfance à Malandè, village situé dans l'arrondissement de Makak, non loin d'Otélé, important carrefour sur la ligne du chemin de fer du Transcamerounais reliant Douala à Yaoundé. Mbembe est éduqué dans un internat par les pères dominicains. Il s’engage dans la Jeunesse étudiante chrétienne (JEC) où, très rapidement, il a la responsabilité du journal du mouvement, Au large. Il y écrit des articles critiques sur l'Église catholique camerounaise et sa collusion avec le pouvoir.
Sa région d'origine fut un bastion du mouvement nationaliste camerounais. Il se souvient particulièrement du récit de l’assassinat de Ruben Um Nyobè, le fondateur de l'UPC. Son oncle, Pierre Yem Mback, a été assassiné le 13 septembre 1958, en compagnie de ce leader nationaliste, Ruben Um Nyobè, avec lequel il avait pris le maquis.
Grâce à son engagement dans la JEC, il entreprend la découverte du Nord-Cameroun et, de manière générale, la connaissance de son pays et plus particulièrement de la vie de ses paysans. Avec ses camarades, il participe à des cours d’alphabétisation, organisés l’été pour les paysans, dans le village de Mokong, non loin de Maroua, l’un des principaux centres commerciaux de la région.
Son mémoire de maîtrise d’histoire porte sur les violences qui accompagnèrent le processus de décolonisation du Cameroun. Il ne fera jamais l’objet d’une défense publique, les autorités académiques de l’époque étant effrayées par le sujet.
Contraint de quitter le Cameroun, il gagne dans un premier temps Harare, où il fréquente les exilés sud-africains membres de l'ANC.

### Arrivée à Paris
Arrivé à Paris en 1982, Mbembe poursuit des études d’histoire à l’université de Paris-I (Panthéon-Sorbonne), tout en écrivant dans la presse de gauche (dont Le Monde diplomatique). Il commence une thèse de doctorat d’État, sous la direction de Catherine Coquery-Vidrovitch, historienne de l’Afrique, qui est la continuation de ses travaux sur le mouvement nationaliste camerounais. Il s’inscrit également à l'Institut d'études politiques de Paris où il travaille sous la direction de Jean Leca. Ayant grandi et vécu au Cameroun, Jean-François Bayart devient son « mentor » parisien. Il lui ouvre les pages de sa revue Politique africaine et de son école de pensée (le politique par le bas en Afrique). Achille Mbembe rassemble dans Le Problème national kamerunais publié en 1985 chez L’Harmattan, qu'il complètera en 1989 par Écrits sous maquis, les écrits de Ruben Um Nyobè,.
Il obtient son doctorat en histoire à l'université Panthéon-Sorbonne en 1989. Par ailleurs, il est titulaire d'un DEA en science politique de l'Institut d'études politiques de Paris.

### Aux États-Unis
Sa formation terminée, Mbembe obtient un poste de professeur assistant à l'université Columbia.
Achille Mbembe part aux États-Unis en 1986, bénéficiant d'une bourse de la fondation Ford, pour rédiger son livre Afriques indociles. Il enseigne aussi dans plusieurs universités: il a été professeur d'histoire à l'université Columbia de New York, Senior Research Fellow au Brookings Institute de Washington, professeur d'histoire à l'université de Pennsylvanie. Il a également été professeur invité à l'université de Californie à Berkeley, à l'université de Yale, à l'université de Californie à Irvine, à l'université Duke et à Harvard.
Après une année aux États-Unis, il revient soutenir sa thèse à Paris. Après trois ans d’enseignement à l’université Columbia, il passe une année à la Brookings Institution à Washington avant de rejoindre l’université de Pennsylvanie en 1992. En 1996, il obtient la bourse de la Fondation MacArthur.

### Retour sur le continent africain
Après son expérience américaine, il obtient le poste de secrétaire exécutif du Conseil pour le développement de la recherche en sciences sociales en Afrique (Codesria) à Dakar, de juillet 1996 à janvier 2000. Il démissionne en janvier 2000.
Mbembe s’établit ensuite au Cap en Afrique du Sud où il finit d'écrire De la postcolonie. Il y analyse le devenir des Etats africains après la décolonisation, et l'influence de la colonisation sur la conception du pouvoir par les nouvelles élites politiques africaines. Puis, après un congé sabbatique à Berkeley, l’université du Witwatersrand à Johannesbourg demanda son concours en vue de l’établissement d’un nouvel Institut de recherche, le Witwatersrand Institute of Social and Economic Research, où il exerce depuis 2001 les fonctions de directeur de recherche.
Achille Mbembe se marie à Sarah Nuttall (en), qui est professeure de littérature et études culturelles et dirige le Wits Institute for Social and Economic Research à l'université du Witwatersrand à Johannesbourg. Ils habitent Johannesbourg et co-écrivent plusieurs textes.
Le 14 mars 2024, Achille Mbembe est lauréat du prix Holberg 2024, pour les arts et les lettres, les sciences humaines, le droit et la théologie. La cérémonie de remise a lieu le 6 juin 2024 à l’Université de Bergen, en Norvège.

### Fondation de l’innovation pour la démocratie
Deux jours après la réception à l’Élysée de plus de trois cents représentants de la « diaspora africaine » le 11 juillet 2019, il dénonce ce qu’il considère être un moyen d’éviter de « discuter avec des intellectuels africains critiques » car ceux-ci risqueraient alors de « poser toutes les questions qui gênent » et d’« opposer des arguments sérieux auxquels » le président Emmanuel Macron « n'a aucune réponse plausible » : « Ils risquent de remettre publiquement en cause les trois piliers de la politique française — le militarisme, le mercantilisme et le paternalisme mâtiné, comme toujours, de racisme. » Il soutient que cette réception officielle escamote les « vrais dilemmes », le « scandale néocolonial ».
Emmanuel Macron le sollicite alors pour participer au sommet Afrique-France qui se tient le 8 octobre 2021 à Montpellier. Chargé par le président français de rédiger à cette occasion un rapport sur les nouvelles relations Françafrique, il sillonne le continent pendant sept mois et mène une série de dialogues avec les acteurs de la société civile africaine. Il remet ce rapport au président français le 5 octobre 2021, avec treize propositions, allant de la création d’un fonds destiné à soutenir les initiatives de promotion de la démocratie à des programmes permettant une plus grande mobilité étudiante, en passant par la mise en place d’un « forum euro-africain sur les migrations »,.
À la suite du Sommet Afrique-France de Montpellier de 2021, le 6 octobre 2022, Achille Mbembe devient Directeur Général de la Fondation de l’innovation pour la démocratie dont le siège est en Afrique du Sud, à la tête d'un réseau de chercheurs.

## Prises de positions
Selon Achille Mbembe, la revendication de la différence peut être un moyen d’échapper à la négation de soi imposée, souvent par l’universalisme colonial, mais elle peut aussi être un symptôme de la peur de l’autre. Il défend l’idée que les démocraties devraient se baser sur une politique de la mise en commun, du soin et de la réparation. Les démocraties devraient aussi permettre la mobilité, selon le principe qu’il appelle « l’éthique du passant ».
« L’éthique du passant » est une idée selon laquelle pouvoir circuler et séjourner librement serait une condition indispensable au partage du monde et où un être humain pourrait se définir autrement que par les accidents que sont la naissance, la nationalité ou la citoyenneté. Achille Mbembe défend l’idée que les crises humanitaires sont causées entre autres par « une inégale distribution des capacités de mobilité » et par le fait que la circulation représente la seule chance de survie pour beaucoup de personnes. Selon lui, les frontières sont des lignes qui séparent et causent une peur d’être envahi. Cette peur serait l’élément déclencheur du désir d’apartheid et du rêve illusoire de la « communauté sans étrangers ». Selon Jean François Bayart, cette notion d'« éthique du passant » serait issue du fait qu'Achille Mbembe « a été marqué par la dimension prophétique du christianisme ».
La position d’Achille Mbembe sur l’écologie est que la crise climatique découle du sentiment de supériorité que l’être humain ressent envers les autres espèces. Il affirme que cette croyance ne faisait pas partie des traditions africaines précoloniales et qu’il faudrait se pencher davantage sur les archives africaines pour y trouver des solutions.
Pour Mbembe, l’Internet est devenu un défouloir pour ce qu’il appelle le « narcissisme de masse » et aurait fait resurgir la passion identitaire, que ce soit par le biais de la race, du genre ou de la nation.
Achille Mbembe dénonce le manque de démocratie en Afrique, et appel à la fin du Franc cfa, et des bases militaires française en Afrique, il met en évidence la perte de l'influence française en Afrique.

## Principales publications
(Liste établie à  partir de (en) John L. Novak (compiled by) et Melissa Fernandez (with the assistance of), « Achille Mbembe A Bibliography », sur previous.lib.uci.edu. Les articles ne sont pas listés ici).

### Ouvrages
- Pour un monde en commun, Paris, Actes sud, 2022 (ISBN 2330162170)
- La Communauté terrestre, Paris, Editions La Découverte, 2023, 208 p.  (ISBN 9782348072383)
- Brutalisme, Paris, Editions La Découverte, 2020
- Politiques de l'inimitié, Paris, Editions La Découverte, 2016, 184 p. (ISBN 9782707188182)
- Critique de la raison nègre, Paris, Éditions La Découverte, 2013, 263 p. (ISBN 978-2707177476)
- Sortir de la grande nuit : Essai sur l'Afrique décolonisée, Paris, Éditions La Découverte, 2010, 243 p. (ISBN 978-2707166708)
- De la postcolonie. Essai sur l’imagination politique dans l’Afrique contemporaine, Paris, Karthala, 2000, 280 p. (ISBN 978-2845860780)
- (en) On Private Indirect Government, Dakar, CODESRIA, 2000, 117 p.
- La Naissance du maquis dans le Sud-Cameroun (1920-1960). Histoire des usages de la raison en colonie, Paris, Karthala, 1996, 438 p.
- Le Politique par le bas. Contribution à une problématique de la démocratie en Afrique noire, Paris, Karthala, 1991, p. 148-256
- Afriques indociles. Christianisme, pouvoir et État en société postcoloniale, Paris, Karthala, 1988, 222 p.
- Les Jeunes et l’ordre politique en Afrique noire, Paris, L’Harmattan, 1986, 247 p. (ISBN 978-80-254-2522-0)

### Chapitres d'ouvrages collectifs
- 2010 : Ruptures postcoloniales  (Les nouveaux visages de la société française), ouvrage collectif, 2010
- 2008 : L'Afrique de Sarkozy : un déni d'histoire (avec Jean-François Bayart, Pierre Boilley, Ibrahima Thioub sous la dir. de Jean-Pierre Chrétien) éd. Karthala, 2008
- 2005 : La République et l’impensé de la « race ». In La Fracture coloniale. La société française au prisme de l’héritage colonial. (edited by Pascal Blanchard, Nicolas Bancel and Sandrine Lemaire). Paris : La Découverte. 139-153.)
- 2005 : À la lisière du monde. Frontières, territorialité et souveraineté en Afrique. In Le territoire est mort. Vive les territoires! (edited by Benoît Antheaume et Frédéric Giraut). Paris: IRD Éditions. 47-78.
- 2004 : Subject and Experience. In Keywords/Experience. For a Different Kind of Globalization (edited by Nadia Tazi). Johannesburg: Double Storey Books. 1-18.
- 2004 : Logiques de transformation sociale et recomposition des espaces de pouvoir en Afrique de l’Ouest. In L’Afrique de l’Ouest dans la compétition mondiale. Quels atouts possibles ? (edited by Jacqueline Damon and John O. Igue). Paris: Karthala. 197-218.
- 2003 : Provisional Notes on the Postcolony. In Contemporary African Art and Shifting Landscapes (edited by Gilane Tawadros and Sarah Campbell). London: Institute of International Visual Art.53-64.
- 2003 : Sovereignty as a Form of Expenditure. In Sovereign Bodies. Citizens, Migrants, and States in the Postcolonial World. (edited by Thomas Blom Hansen and Finn Stepputat). Princeton: Princeton University Press. 148-1676.
- 2002 : (avec J. Roitman), Figures of the Subject in Times of Crisis. In Under Siege: Four African Cities (edited by Okwui Enwezor and al.). Ostfildern-Ruit: Hatje Cantz Publishers. 99-128.
- 2002 : The Power of the Archive and its Limits. In Refiguring the Archive, edited by Carolyn Hamilton. Le Cap, David Philip. 19-26.
- 2001 : At the Edge of the World: Boundaries, Territoriality, and Sovereignty in Africa. In Beyond State Crisis? Postcolonial Africa and Post-Soviet Eurasia in Comparative Perspective, edited by Mark R. Beissinger and Crawford Young. Washington : Woodrow Wilson Center Press. 53-80.
- 2001 : The Subject of the World. In Facing Up to the Past: Perspectives on the Commémoration of Slavery from Africa, the Americas and Europe, edited by Gert Oostindie. Ian Randle Publishers. 21-28.
- 1996 : The ‘Thing’ and Its Double in Cameroonian Cartoons. In Readings in African Popular Culture, edited by K. Barber. Londres, James Currey.151-163.
- 1997 : L’État-civil de l’État en Afrique, in GEMDEV : Les Avatars de l’État en Afrique. Paris : Karthala.
- 1994 : Déflation de l’État, civilité et citoyenneté en Afrique noire. In GEMDEV, L’intégration régionale dans le monde. Innovations et ruptures. Paris, Karthala, p. 273-286.
- 1993 : Prolifération du divin et régimes du merveilleux en postcolonie. In Les politiques de Dieu, edited by G. Kepel, Paris: Le Seuil, p. 177-201.
- 1993 : Crise de légitimité, restauration autoritaire et déliquescence de l’État au Cameroun. In Itinéraires d’accumulation au Cameroun, edited by P. Geschiere & P. Konings, Paris: Karthala, p. 345-373.
- 1989 : Bureaucratie et forces marchandes dans le Cameroun de l’entre-deux-guerres, 1920-1938. In The Political Economy of Cameroon Historical Perspectives, edited by P. Geschiere & P. Konings. Leyde, ASC Research Report, p. 785-809.

## Prix et distinctions
- 2024 : Prix Holberg
- 2014 : Doctorat honoris causa de l'université Paris VIII-Vincennes—Saint-Denis[21]